# 이보람 (1992년)
이보람(1992년 7월 26일 ~ )은 대한민국의 가수이다.

## 학력
- 서울예술대학교 실용음악학과 졸업

## 방송출연
- 《슈퍼스타 K2》 (2010년, Mnet)

## 음반

### 앨범
- 《조영수 All Star》 (2010년)
- 《우리가 사랑하는 방법》 (with 김용준) (2013년)
- 《비 햇빛 (Be Happy)》 (with 딘딘) (2013년)
- 《슬픈 눈사람》 (2013년)
- 《술잔에...》 (2014년)
- 《꺼져줄래》 (2014년)
- 《요즘 청춘》 (2017년)

우먼파워
- 《미워미워》 (2011년)

2보람
- 《2love》 (2011년)

### OST
- 《장난스런 키스 (특별판) OST Part 1》 (with 김소정, 박보람) (2010년)
- 《루비루비럽 OST Part 2》 (2017년)